# Daytime Emmy Award du meilleur acteur dans une série télévisée dramatique
Pour les articles homonymes, voir Emmy de la meilleure série.
Le Daytime Emmy Award du meilleur acteur dans une série télévisée dramatique (Daytime Emmy Award for Outstanding Lead Actor In A Drama Series) est une récompense de télévision décernée chaque année depuis 1974 par l'Academy of Television Arts & Sciences.

## Palmarès
Note : L'année indiquée est celle de la cérémonie. Les acteurs lauréats sont indiqués en tête de chaque catégorie et en caractères gras.

### Années 2000
- 2009 : Christian LeBlanc pour le rôle de Michael Baldwin dans Les Feux de l'amour
  - Daniel Cosgrove pour le rôle de Bill Lewis dans Haine et Passion
  - Anthony Geary pour le rôle de Luke Spencer dans Hôpital central
  - Thorsten Kaye pour le rôle de Zach Slater dans La Force du destin
  - Peter Reckell pour le rôle de Bo Brady dans Des jours et des vies

### Années 2010
- 2010 : Michael Park pour le rôle de Jack Snyder dans As the World Turns
  - Peter Bergman pour le rôle de Jack Abbott dans Les Feux de l'amour
  - Doug Davidson pour le rôle de Paul Williams dans Les Feux de l'amour
  - Jon Lindstrom pour le rôle de Craig Montgomery dans As the World Turns
  - James Scott pour le rôle d'E.J. DiMera dans Des jours et des vies
- 2011 : Michael Park pour le rôle de Jack Snyder dans As the World Turns
  - Maurice Bernard pour le rôle de Sonny Corinthos dans Hôpital central
  - Ricky Paull Goldin pour le rôle de Jake Martin dans La Force du destin
  - Christian LeBlanc pour le rôle de Michael Baldwin dans Les Feux de l'amour
  - James Scott pour le rôle d'E.J. DiMera dans Des jours et des vies
- 2012 : Anthony Geary pour le rôle de Luke Spencer dans Hôpital central
  - Maurice Bernard pour le rôle de Sonny Corinthos dans Hôpital central
  - John McCook pour le rôle de Eric Forrester dans Amour, Gloire et Beauté
  - Darnell Williams pour le rôle de Jesse Hubbard dans La Force du destin
  - Robert S. Woods pour le rôle de Bo Buchanan dans On ne vit qu'une fois
- 2013 :
  - Peter Bergman pour le rôle de Jack Abbott dans Les Feux de l'amour
  - Doug Davidson pour le rôle de Paul Williams dans Les Feux de l'amour
  - Michael Muhney pour le rôle de Adam Newman dans Les Feux de l'amour
  - Jason Thompson pour le rôle de Patrick Drake dans Hôpital central